# Olga Therese Kalkschmidt
Olga Therese Kalkschmidt (* 21. Juni 1876 in Berlin; † 1959 in München; geborene: Batsch, Rufname Trissy) war eine deutsche Malerin.

## Leben
Olga Therese „Trissy“ Kalkschmidt, geborene Batsch, wurde 1876 in Berlin geboren. Ihr Vater war Karl Ferdinand Batsch. Sie besuchte private Kunstschulen in Dresden, Siena und in Florenz. In dieser Zeit war Frauen der Zugang zu staatlichen Kunsthochschulen verwehrt. In der Schweiz wurde sie von Ferdinand Hodler als Schülerin angenommen und danach für mehrere Jahre von Cuno Amiet.
Zu ihrem Freundeskreis zählten Giovanni Giacometti, Ernst Kreidolf und Albert Welti. In der Burgerbibliothek Bern befinden sich Korrespondenz von Olga Therese Kalkschmidt an Ernst Kreidolf. Giovanni Giacometti widmete ihr eine Radierung vom Totenbett Giovanni Segantinis.
Am 3. Juli 1905 heiratete Olga Therese „Trissy“ Batsch Eugen Kalkschmidt, der damals als Redakteur beim Kunstwart in Dresden und später in München arbeitete. In Dresden war sie 1904 Gründungsmitglied der Gruppe Dresdner Künstlerinnen, Ortsverband Dresdner Künstlerinnen, des 1908 neu gegründeten Bundes deutscher und österreichischer Künstlerinnenvereine. Sie beteiligte sich bereits 1904 an der ersten Ausstellung der Gruppe im Kunstsalon Emil Richter. Sie war Mitglied im Reichsverband bildender Künstler Deutschlands
Dressler listet 1930 ihren Wohnort mit Schillerstraße 26 in München.

## Werk
Das Bild „Hiddensee“ aus dem Jahr 1933 von Olga Therese Kalkschmidt befindet sich im Bestand der Ludwig-Maximilians-Universität München.

## Ausstellungen (Auswahl)
- 1904: Kunstsalon Emil Richter, Gruppe Dresdner Künstlerinnen
- 1906: Kunstsalon Emil Richter, Gruppe Dresdner Künstlerinnen